# Ледово (сельское поселение Домнинское)
Ледова — поселок в городском округе Кашира Московской области.

## География
Находится в южной части Московской области на расстоянии приблизительно 18 км на юго-восток по прямой от железнодорожной станции Кашира.

## История
Известен с 1859 года, когда здесь, тогда деревня Ледова (Демидовка), было 6 дворов. До 2015 года входил в состав сельского поселения Домнинского Каширского района.

## Население
Постоянное население составляло 58 жителей (1859), 952 в 2002 году (русские 96 %), 881 в 2010.